# أفضل الدين الخونجي
أفضل الدين الخونجي  (590 - 646 ه‍ / 1194 - 1248 م) هو عالم بالحكمة والمنطق، خونجی  الا صل خونج  بلده  من اعمال اذربیجان بین زنجان و المراغه . انتقل إلى مصر، وبها وفاته.

## آثاره
له:
- كشف الاسرار عن غوامض الأفكار
- الجمل اختصار نهاية الامل لابن مرزوق التلمسانى.[2]
- الجمل في المنطق